# 더 라스트 머시너리
더 라스트 머시너리(Le dernier mercenaire, The Last Mercenary)는 프랑스에서 제작된 다비드 샤혼 감독의 2021년 액션, 모험 영화이다. 장 끌로드 반담 등이 주연으로 출연하였다.
넷플릭스를 통해 2021년 7월 30일 개봉하였다.

## 출연

### 주연
- 장 끌로드 반담
- 알반 이바노프
- 에릭 쥬도르